# 1000 heures à Tromelin
Pour plus de détails, voir Fiche technique et Distribution.
1000 heures à Tromelin réalisé par Lauren Ransan, est un documentaire sur les recherches archéologiques menées sur la vie des esclaves oubliés sur l'île Tromelin.

## Genèse du film
Ce documentaire de terrain suit au jour le jour les fouilles de la quatrième mission archéologique sur l'île Tromelin, débutée le 20 août 2013 pour une période de 45 jours, soit 1000 heures.
L'île Tromelin étant interdite d'accès, ce film a pour vocation de faire connaitre les recherches et sensibiliser le grand public à l'histoire des esclaves oubliés de Tromelin.

## Synopsis
L'île Tromelin, îlot de sable de seulement 1 km², est une des cinq îles éparses des Terres Australes et Antarctiques Françaises, située entre La Réunion et Madagascar dans l'océan Indien. En 1761, l'Utile, un négrier clandestin français en partance de Madagascar et à destination de l'Île de France s'y échoue. Les Français repartent deux mois plus tard sur un bateau de fortune en y abandonnant les 88 Malgaches survivants. Leur histoire tombe dans l'oubli pour ressurgir quinze ans plus tard, lorsque la flotte du Chevalier Tromelin y sauve sept femmes et un bébé, les seuls rescapés de l'île. Ce documentaire suit l'équipe d'archéologues, qui pendant 1000 heures, vit et travaille sur l'île Tromelin pour rendre au monde l'histoire de ces esclaves oubliés.

## Diffusion
1000 heures à Tromelin est régulièrement utilisé comme support de communication et de pédagogie lors des Journées nationales de l'archéologie et de la Fête de la Science. En 2014, il clôt la 13e édition du Festival du Voyage, Le Grand Bivouac à Albertville.
Il est diffusé en VOD sur OI Film et Archéo TV,.

## Diffusion muséale
En 2016, 1000 heures à Tromelin est intégré à l'exposition « Tromelin, l'île des esclaves oubliés » de l'INRAP et du GRAN (Groupe de recherches en archéologie navale) , labellisée « exposition d’intérêt national » par le ministère de la Culture. Dans ce cadre, il est programmé en 2017 au musée d'Aquitaine. L'exposition, itinérante, est par la suite présentée entre autres au château des ducs de Bretagne, au musée de la Compagnie des Indes à Lorient, ainsi qu'au musée de l’Éphèbe et de l’archéologie sous-marine au Cap d'Agde,.
En 2019, elle a été accueillie par le musée de l'Homme dans le cadre de la saison « En droits ! », qui commémore les 70 ans de la Déclaration universelle des droits de l'homme,.
Parallèlement, une déclinaison voyage dans les Outre-mer, à La Réunion au musée Stella Matutina, ainsi qu'en Martinique, en Guadeloupe et en Guyane où elle est intégrée aux programmes d’histoire, du primaire au secondaire,.